# 大島常久
大島 常久（おおしま つねひさ、元和9年（1623年） - 元禄9年7月25日（1696年8月22日））は、江戸時代の槍術家。父が大島吉綱。通称は雲平。号は草庵、耕心斎。紀伊和歌山藩士。

## 概略
師匠である父から槍術をまなぶ。槍術を継承後、紀州藩槍術師範となる。大島流を門人に教える。門人たちがこれを諸国にひろめ、大島草庵流と名づけられた。元禄9年（1696年）7月25日死去、74歳。

## 人物・逸話
- 大島流派は、江戸初期に大島吉綱が始めた槍術の一派である。
- 大島氏は大島光義の子より、一族の結束は代々強かった。